# Cheteoscelis bistriaria
Cheteoscelis bistriaria är en fjärilsart som beskrevs av Alpheus Spring Packard 1876. Cheteoscelis bistriaria ingår i släktet Cheteoscelis och familjen mätare. Inga underarter finns listade i Catalogue of Life.